# Tōru Takemitsu
Tōru Takemitsu (武満 徹 Takemitsu Tōru), (Tòquio, 8 d'octubre de 1930 - Tòquio, 20 de febrer de 1996) va ser un compositor japonès que va explorar els principis de la composició musical propis de la música clàssica occidental i la tradició musical japonesa. Tant per separat com en combinació.
Nascut a Tòquio, Takemitsu es va interessar en un principi en la música clàssica occidental en els temps de la Segona Guerra Mundial. Va escoltar música occidental en una emissora de ràdio militar americana mentre es recuperava d'una llarga malaltia. També escoltava jazz de l'àmplia col·lecció de son pare.
Va ser bàsicament un autodidacte. Molt influït per la música clàssica francesa, en particular per la de Claude Debussy i Olivier Messiaen, l'any 1951 va fundar Jikken Kobo, un grup que va introduir a l'obra de molts compositors europeus contemporanis a l'audiència japonesa.
Al principi Takemitsu no es va interessar per la música tradicional japonesa, però després va incorporar instruments japonesos, com ara el shakuhachi (una espècie de flauta de bambú), a l'orquestra. La seua obra November Steps (1967), per a shakuhachi, biwa (un tipus de llaüt japonès) i orquestra va ser la primera peça simfònica en què es van combinar instruments occidentals i orientals. El seu In an Autumn Garden (1973-79) va ser escrit per al tipus d'orquestra que haguera tocat gagaku (música tradicional de la cort imperial japonesa). Obres com Eclipsi (1966) per a shakuhachi i biwa, Voyage (1973), per a tres biwas, poden esmentar-se com a peces que decididament es deriven dels gèneres tradicionals.
Takemitsu va cridar per primera vegada l'atenció d'àmplies audiències amb el seu Rèquiem per a orquestra de corda" (1957) que va ser accidentalment escoltat i lloat per Ígor Stravinski l'any 1959 (un dia en què es pretenia que Stravinski escoltara unes cintes gravades amb música de compositors japonesos, van posar en escolta per error, la cara contrària d'una cinta en què s'havia gravat el Rèquiem de Takemitsu. Van intentar esmenar l'error, però Stravinski no ho va permetre fins a completar l'escolta i va acabar admirant en públic l'obra de Takemitsu).
L'obra de Takemitsu inclou la peça per a orquestra A Flock Descends Into the Pentagonal Garden (1977), Riverrun per a piano i orquestra (1984 (el títol de la qual és la primera paraula del Finnegans Wake de James Joyce), i el quartet de corda A Way a Lone (1981), una altra peça inspirada per la lectura de Finnegans Wake). El 1981 va refer el seu Toward the Sea (per a flauta i guitarra) dues vegades més, una per a flauta, arpa i orquestra de corda i després per a flauta i arpa. Cal esmentar també música de cambra com ara Distance de Fee (1951) per a violí i piano, o Between tides, per a violí, violoncel i piano. Així mateix ha compost importants obres per a piano: Rain tree sketch (1982), Rain Tree sketch II (1992), Les Yeux Clos (1979) i Les Yeux Clos II (1988) són considerades entre les millors peces per a l'instrument escrites en el segle xx.
També va compondre música electroacústica i prop de cent bandes sonores per a pel·lícules de cine japonés entre les quals s'inclouen les de les pel·lícules Sunna no onna (1964), en anglès Woman in the Dunes, d'Hiroshi Teshigahara, Ran (1985) d'Akira Kurosawa i Kuroi ame (1989), en anglès Black Rain, de Shohei Imamura. La seua primera partitura cinematogràfica va ser per a Ginrin de Toshio Matsumoto. La seua música per a cine està profundament arrelada en el concepte que una nova pel·lícula necessita un nou color sonor i té tant que veure d'obtenir nous sons de la pel·lícula, com que nous sons entren a formar part de la pel·lícula.
Alguns dels conceptes formals en la música de Takemitsu depenen profundament de la seua imatgeria visual, basada en la pintura, els sons o la seua visió del tradicional jardí japonès (sobre el qual va escriure abundantment).
Tōru Takemitsu va morir a Tòquio el 20 de febrer de 1996.
Va ser premiat a títol pòstum amb el Quart premi Glenn Gould a la tardor de 1996.

## Catàleg d'obres[1]

### Orquestral
- 1957: Requiem for Strings per a orquestra de corda
- 1958: Tableau Noir per a narrador i orquestra de cambra
- 1958: Solitude Sonore Per a orquestra
- 1959: Scene per a violoncel i orquestra de corda
- 1961: Music of Trees Per a orquestra
- 1962: Coral Island Per a soprano i orquestra
- 1962: Corona II per a cordes
- 1964: Textures per a piano i orquestra
- 1966: The Dorian Horizon per a 17 instruments de corda
- 1963, 66/76: Arc Part I per a piano i orquestra
- 1964, 66/76: Arc Part II per a piano i orquestra
- 1967: Green per a orquestra
- 1967: November Steps per a biwa, shakuhachi i orquestra
- 1968: Asterism per a piano i orquestra
- 1969: Crossing per a 4 solistes, veus femenines i 2 orquestres
- 1970: Eucalypts I per a flauta, oboè, arpa i orquestra de corda
- 1971: Cassiopeia per a percussió i orquestra
- 1971: Winter per a orquestra
- 1973: Autumn per a biwa, shakuhachi i orquestra
- 1974: Gitimalya - Bouquet of Songs - per a marimba i orquestra
- 1973, 79: In an Autumn Garden per a orquestra de gagakus
- 1974-75: Quatrain per clarinet, violí, violoncel, piano i orquestra
- 1976: Marginalia per a orquestra
- 1977: A Flock Descends into the Pentagonal Garden per a orquestra
- 1980: Far calls. Coming, far! per a violí i orquestra
- 1981: A Way a Lone II per a orquestra de cordes
- 1981: Toward the Sea II per a flauta, arpa i orquestra de corda
- 1981: Dreamtime per a orquestra
- 1982: Rain Coming per a orquestra de cambra
- 1982: Star-Isle per a orquestra
- 1983: Lacrima per a orquestra de corda
- 1983: To the Edge of Dream per a guitarra i orquestra
- 1984: Vers, l'arc-en-ciel, Palma per a oboè d'amore, guitarra i orquestra
- 1984: Orion and Pleiades per a violoncel i orquestra
- 1984: riverrun per a piano i orquestra
- 1985: Dream/Window per a orquestra
- 1971-86: Gémeaux per a oboè, trombó, dues orquestres i dos directors
- 1987: I Hear the Water Dreaming per flauta i orquestra
- 1987: Nostalghia - in Memory of Andrei Tarkovskij - per violí i orquestra de corda
- 1987: Yugure ni per orquestra (arranjament)
- 1988: Twill by Twilight - In Memory of Morton Feldman - per orquestra
- 1988: Tree Line per orquestra de cambra
- 1988: For Lenny's Birthday per orquestra (Una de les 8 variacions sobre un tema de Leonard Bernstein)
- 1989: A String Around Autumn per viola i orquestra
- 1990: Visions per orquestra
- 1990: My Way of Life -In Memory of Michael Vyner - per baríton, cor mixt i orquestra
- 1990: From me flows what you call Time per 5 percussionistes i orquestra
- 1991: Fantasma/Cantos per clarinet i orquestra
- 1991: Quotation of Dream - Say sea, take me! per a dos pianos i orquestra
- 1991: How slow the Wind per orquestra
- 1992: Ceremonial - An Autumn Ode - per orquestra amb "sho"
- 1992: Family Tree - Musical Verses for Young People - for narrator and orchestra
- 1993: Archipelago S. per 21 músics
- 1994: Fantasma/Cantos II per trombó i orquestra
- 1994: Spirit Garden per orquestra
- 1995: Spectral Canticle per violí, guitarra i orquestra
- 1994/95: Three Film Scores arranjament per a orquestra de corda de bandes sonores que havia escrit prèviament per cinema
- 1995: Comme la Sculpture de Miró per flauta, arpa i orquestra (última peça de Takemitsu, incompleta)